# Trúbrot
A Trúbrot egy pszichedelikus progresszív rockot játszó együttes volt Keflavíkból, amely 1969 és 1973 között működött.

## Tagok
- Rúnar Júlíusson (ének, basszus)
- Gunnar Þórðarson (gitár)
- Gunnar Jökull Hákonarson (dob, 1969-70, 1971-72)
- Karl Sighvatsson (billentyűsök, 1969-70, 1971-72)
- Shady Owens (ének, 1969-70, 1971)
- Ólafur Garðarsson (dob, 1970-71)
- Magnús Kjartansson (billentyűsök, ének, 1970-73)
- Engilbert Jensen (ének, 1972-73)
- Ari Jónsson (dob, ének, 1972-73)
- Vignir Bergmann (gitár, 1972-73)

## Lemezeik

### Nagylemezek
- Trúbrot (1969)
- Undir Áhrifum (1970)
- ....Lifun (1971)
- Mandala (1972)

### Kislemezek
- Starlight (EP, 1969)
- Ég sé það / Ég veit þú kemur (1969)